# Гошорн, Альфред
Альфред Гошорн (англ. Alfred Goshorn, полное имя Alfred Traber Goshorn; 1833—1902) — американский предприниматель.

## Биография
Родился 15 июля 1833 года в семейном поместье в Цинциннати.
В 1854 году окончил Мариеттский колледж в одноимённом городе штата Огайо, получив высшее юридическое образование три года спустя. Во время Гражданской войны в США он записался в 137-й пехотный полк Огайо, где прошел Hundred Days Men и служил капитаном. В военных действиях участие не принимал, так как нёс службу офицером в лагере для военнопленных Союза, недалеко от Балтимора, штат Мэриленд. После окончания войны Гошорн владел малярной компанией и в течение двух лет возглавлял городской совет Цинциннати.

### Спортивный функционер
В послевоенные годы в США активно развивался бейсбол, где доминировала команда New York Knickerbockers. Разрозненные клубы из Форта Ливенворт, штат Канзас, прислали своих делегатов на собрание Национальной ассоциации игроков в бейсбол в декабре 1865 года, примерно утроив число членов ассоциации. «Queen City of the West» из Цинциннати не был там представлен, но по крайней мере два бейсбольных клуба были официально образованы в том сезоне. Альфред Гошорн стал первым президентом «Cincinnati Base Ball Club», основанного 23 июля 1866 года, который поднялся в 1869 году на вершину бейсбола уже в виде профессиональной команды «Cincinnati Red Stockings». Альфред Гошорн все эти три года занимался развитием бейсбольного спорта в Цинциннати. Результатом его последующей деятельности стало строительство современного стадиона в парке Union Grounds, ставшего центром крикета и бейсбола в Цинциннати. Ушёл в отставку в конце 1869 года.

### Выставочная деятельность
Окончив деятельность спортивного функционера, Гошорн проявил себя в другом направлении, как организатор промышленных выставок в Цинциннати (Cincinnati Industrial Expositions).
В течение следующих двух десятилетий, начиная с 1870 года, он организовывал в Цинциннати крупные выставки городских компаний и известных людей. Начав с регионального, они приобрели национальный размах. Как отметило Историческое общество штата Огайо (Ohio Historical Society) — «Альфред Гошорн стал всемирно известным благодаря своим экспозициям».
Когда в 1873 году началось планирование Всемирной выставки 1876 года, впервые проводимой за пределами Европы, Гошорн был назначен на неё делегатом от штата Огайо. Признавая его успехи на выставках в Цинциннати, делегаты избрали его генеральным директором этой выставки. Прошедшая с большим успехом выставка, названная Centennial Exposition (1888) и собравшая порядка десяти миллионов посетителей, чествовала своего генерального директора, и Филадельфия подарила ему сотни книг, брошюр и фотографий, которые были представлены на Всемирной выставке и в настоящее время составляют коллекцию Альфреда Гошорна в историческом обществе Цинциннати (Cincinnati Historical Society). В 1910 году организовал Столетнюю выставку в Буэнос-Айресе.
Вернувшись в Цинциннати в качестве признанного общественного лидера, Гошорн был в числе организаторов Художественного музея Цинциннати, а также продолжил руководство промышленными экспозициями города.
Был удостоен многих наград за свою общественную деятельность, в том числе иностранных за организацию Всемирной выставки.
Умер 19 февраля 1902 года в Цинциннати и был похоронен на городском кладбище Spring Grove Cemetery.
Его наследство по завещанию досталось Мариеттскому колледжу, который финансировал на эти средства гимназию имени Альфреда Гошорна, открытую в 1903 году.